# Higashi-ku (Fukuoka)
Higashi-ku (東区 Higashi-ku?) es uno de los siete barrios de la ciudad de Fukuoka, Japón. Hasta el 1 de agosto de 2011 tenía una población estimada de 295.130 habitantes y una densidad de 4,340 personas por kilómetro cuadrado. La superficie total del barrio es de 67,98 km². Su nombre significa literalmente "El barrio del oriente".